# Петър Сарийски (революционер)
Вижте пояснителната страница за други личности с името Петър Сарийски.
Петър Георгиев Сарийски, известен с прякора Пепчето, е български и румънски комунист, революционер, добруджански автономист.

## Биография
Роден е в гр. Добрич, по професия зидар. До присъединяването на Добруджа към Кралство Румъния е член на Българската комунистическа партия, след това и на Вътрешната добруджанска революционна организация и Румънската комунистическа партия. През 1923 г. участва в разцеплението на ВДРО и създаването на комунистическата организация на българите в Румъния, наречена Добруджанска революционна организация, която работи за присъединяването на Добруджа към СССР или за автономния ѝ характер като възприема доктрината за добруджанска нация.
След Крайовската спогодба от 7 септември 1940 г. и връщането на Южна Добруджа към Царство България, по решения на РКП Сарийски остава на партийна служба в Букурещ. През 1943 г. е заловен от правителствените сили, осъден на смърт и разстрелян.
На негово име е наименуван квартал в Добрич. От неговия род е Минка Сарийска.